# 15452 Ibramohammed
A 15452 Ibramohammed (ideiglenes jelöléssel 1998 XL52) a Naprendszer kisbolygóövében található aszteroida. A LINEAR projekt keretében fedezték fel 1998. december 14-én.